# Jang Mi-ran
Dans ce nom coréen, le nom de famille, Jang, précède le nom personnel.
Jang Mi-ran est une haltérophile sud-coréenne née en 1983.
Elle a obtenu la médaille d'argent dans la catégorie des plus de 75 kg lors des Jeux olympiques 2004 à Athènes et elle a obtenu la médaille d'or lors des Jeux olympiques 2008 à Pékin.